# Papaloapan
De Papaloapan is een rivier in het oosten van Mexico. De naam komt uit het Nahuatl en betekent 'rivier van de vlinders'.
De rivier ontstaat nabij Tuxtepec in de deelstaat Oaxaca, als samenvloeiing van de
rivieren Santo Domingo en de Valle Nacional. Na Tuxtepec stroomt ook de Tonto in de Papaloapan.
De belangrijkste steden aan haar oevers zijn Tuxtepec, Tlacotalpan en Cosamaloapan. Tijdens de precolumbiaanse periode was de Papaloapan een belangrijke verkeersader.